# 11.º Ejército Panzer
El 11.º Ejército SS Panzer (en alemán: SS-Panzer-Armeeoberkommando 11) no era más que un ejército sobre el papel formado en febrero de 1945 por Heinrich Himmler mientras era comandante del Grupo de Ejércitos Vístula.
El historiador militar Antony Beevor escribió que cuando se creó el 11.° Ejército SS Panzer, las unidades disponibles en el mejor de los casos podrían constituir un cuerpo, "Pero el ejército panzer" observó Hans-Georg Eismann "sonaba mejor". También le permitió a Himmler ascender a oficiales de las SS a personal superior y mandos de campo dentro de la formación. El Obergruppenführer Felix Steiner fue nombrado su comandante. El Ejército figuraba oficialmente como el 11.º Ejército, pero también se lo conocía como el SS-Panzer-Armeeoberkommando 11 y a menudo se lo conoce en inglés como el 11.º Ejército SS Panzer.
Después de participar en la Operación Solsticio (un contraataque) al este del río Óder durante febrero de 1945, el 11.º fue asignado al OB West y reorganizado en marzo de 1945. Muchas de las unidades anteriormente subordinadas al 11.º Ejército SS Panzer fueron transferidas a la El 3.º Ejército Panzer y otras unidades fueron asignadas al 11.º Ejército para operaciones contra los Aliados. Después de defender el río Weser y las montañas de Harz, el 11.º se rindió a los aliados el 21 de abril.

## Orden de batalla

### Marzo de 1945
El 1 de marzo, el 11.º, subordinado al Grupo de Ejércitos Vístula, no tenía unidades asignadas.

### Abril de 1945
El 12 de abril, el 11.º estaba directamente subordinado a OB West y tenía asignadas las siguientes unidades.
- LXVII Cuerpo de Ejército:
  - Kampfgruppe Fellner
  - División Ettner
  - División Heidenreich
  - División Grosskreuz
- Stellv. IX:
  - 26.ª Volksgrenadier-Division
  - 326.ª Volksgrenadier-Division
- LXVI Cuerpo de Ejército:
  - 277.ª Volksgrenadier-Division
  - Brigada SS Westfalen
  - 9.ª División Panzer
  - 116.ª División Panzer